# Ет-Телль-ель-Аб'яд (район)
Ет-Телль-ель-Аб'яд (араб. تل أبيض) — район (мінтака) у Сирії, входить до складу провінції Ракка. Адміністративний центр — м. Ет-Телль-ель-Аб'яд.
Адміністративно поділяється на 3 нохії.
| Сирія | Це незавершена стаття з географії Сирії. Ви можете допомогти проєкту, виправивши або дописавши її. |